# Міжконтинентальний кубок з футболу 1964
Міжконтинентальний кубок з футболу 1964 — 5-й розіграш турніру. Матчі відбулись 9, 23 і 26 вересня 1964 року між переможцем Кубка європейських чемпіонів 1963—1964 італійським «Інтернаціонале» та переможцем Кубка Лібертадорес 1964 аргентинським «Індепендьєнте». За підсумками двох матчів команди набрали по два очки. Після перемоги у додатковому матчі титул володаря Міжконтинентального кубка вперше здобув «Інтернаціонале».

## Команди
| Команда        | Кваліфікація                                      | Попередні участі* |
| -------------- | ------------------------------------------------- | ----------------- |
| Інтернаціонале | переможець Кубка європейських чемпіонів 1963—1964 | -                 |
| Індепендьєнте  | переможець Кубка Лібертадорес 1964                | -                 |

* жирним позначено переможні роки.

## Матчі

### Перший матч
| 9 вересня 1964 |

| Індепендьєнте | 1:0      | Інтернаціонале |
| ------------- | -------- | -------------- |
| Родрігес 59'  | Протокол |                |

| Ла Добле Вісера, Авельянда Глядачів: 65 000 Арбітр: Армандо Маркес |

|  |  |

| В                |  | Мігель Анхель Санторо |
| З                |  | Хуан Карлос Гусман    |
| З                |  | Томас Ролан           |
| ПЗ               |  | Роберто Феррейро      |
| ПЗ               |  | Давід Асеведо         |
| ПЗ               |  | Хорхе Мальдонадо      |
| Н                |  | Рауль Бернао          |
| Н                |  | Освальдо Мура         |
| Н                |  | Педро Проспітті       |
| Н                |  | Маріо Родрігес        |
| Н                |  | Рауль Савой           |
| Головний тренер: |  |                       |
| Мануель Джудіче  |  |                       |

| В                |  | Джуліано Сарті    |
| З                |  | Тарчізіо Бурньїч  |
| З                |  | Джачінто Факкетті |
| ПЗ               |  | Карло Таньїн      |
| ПЗ               |  | Арістіде Гварнері |
| ПЗ               |  | Армандо Піккі     |
| Н                |  | Жаїр да Коста     |
| Н                |  | Сандро Маццола    |
| Н                |  | Хоакін Пейро      |
| Н                |  | Луїс Суарес       |
| Н                |  | Маріо Корсо       |
| Головний тренер: |  |                   |
| Еленіо Еррера    |  |                   |

### Повторний матч
| 23 вересня 1964 |

| Інтернаціонале       | 2:0      | Індепендьєнте |
| -------------------- | -------- | ------------- |
| Маццола 8' Корсо 34' | Протокол |               |

| Сан-Сіро, Мілан Глядачів: 50 164 Арбітр: Дьюла Ґере |

|  |  |

| В                |  | Джуліано Сарті    |
| З                |  | Тарчізіо Бурньїч  |
| З                |  | Джачінто Факкетті |
| ПЗ               |  | Сауль Малатразі   |
| ПЗ               |  | Арістіде Гварнері |
| ПЗ               |  | Армандо Піккі     |
| Н                |  | Жаїр да Коста     |
| Н                |  | Сандро Маццола    |
| Н                |  | Ауреліо Мілані    |
| Н                |  | Луїс Суарес       |
| Н                |  | Маріо Корсо       |
| Головний тренер: |  |                   |
| Еленіо Еррера    |  |                   |

| В                |  | Мігель Анхель Санторо |    |
| З                |  | Роберто Феррейро      |    |
| З                |  | Рауль Декарія         | RK |
| ПЗ               |  | Давід Асеведо         |    |
| ПЗ               |  | Хосе Рафлік           |    |
| ПЗ               |  | Хорхе Мальдонадо      |    |
| Н                |  | Луїс Суарес           |    |
| Н                |  | Освальдо Мура         |    |
| Н                |  | Педро Проспітті       |    |
| Н                |  | Маріо Родрігес        |    |
| Н                |  | Рауль Савой           |    |
| Головний тренер: |  |                       |    |
| Мануель Джудіче  |  |                       |    |

### Плей-оф
| 26 вересня 1964 |

| Інтернаціонале | 1:0 дч   | Індепендьєнте |
| -------------- | -------- | ------------- |
| Корсо 110'     | Протокол |               |

| Сан-Сіро, Мадрид Глядачів: 25 000 Арбітр: Хосе Марія Ортіс де Мендібіль |

|  |  |

| В                |  | Джуліано Сарті    |
| З                |  | Армандо Піккі     |
| З                |  | Джачінто Факкетті |
| ПЗ               |  | Сауль Малатразі   |
| ПЗ               |  | Арістіде Гварнері |
| ПЗ               |  | Карло Таньїн      |
| Н                |  | Анджело Доменгіні |
| Н                |  | Хоакін Пейро      |
| Н                |  | Ауреліо Мілані    |
| Н                |  | Луїс Суарес       |
| Н                |  | Маріо Корсо       |
| Головний тренер: |  |                   |
| Еленіо Еррера    |  |                   |

| В                |  | Мігель Анхель Санторо |
| З                |  | Хуан Карлос Гусман    |
| З                |  | Рауль Декарія         |
| ПЗ               |  | Хосе Рафлік           |
| ПЗ               |  | Давід Асеведо         |
| ПЗ               |  | Хорхе Мальдонадо      |
| Н                |  | Рауль Бернао          |
| Н                |  | Педро Проспітті       |
| Н                |  | Луїс Суарес           |
| Н                |  | Маріо Родрігес        |
| Н                |  | Рауль Савой           |
| Головний тренер: |  |                       |
| Мануель Джудіче  |  |                       |